# Klövsjön, Västergötland
Klövsjön är en sjö i Göteborgs kommun i Västergötland och ingår i Göta älvs huvudavrinningsområde.

## Bilder

Klövsjön
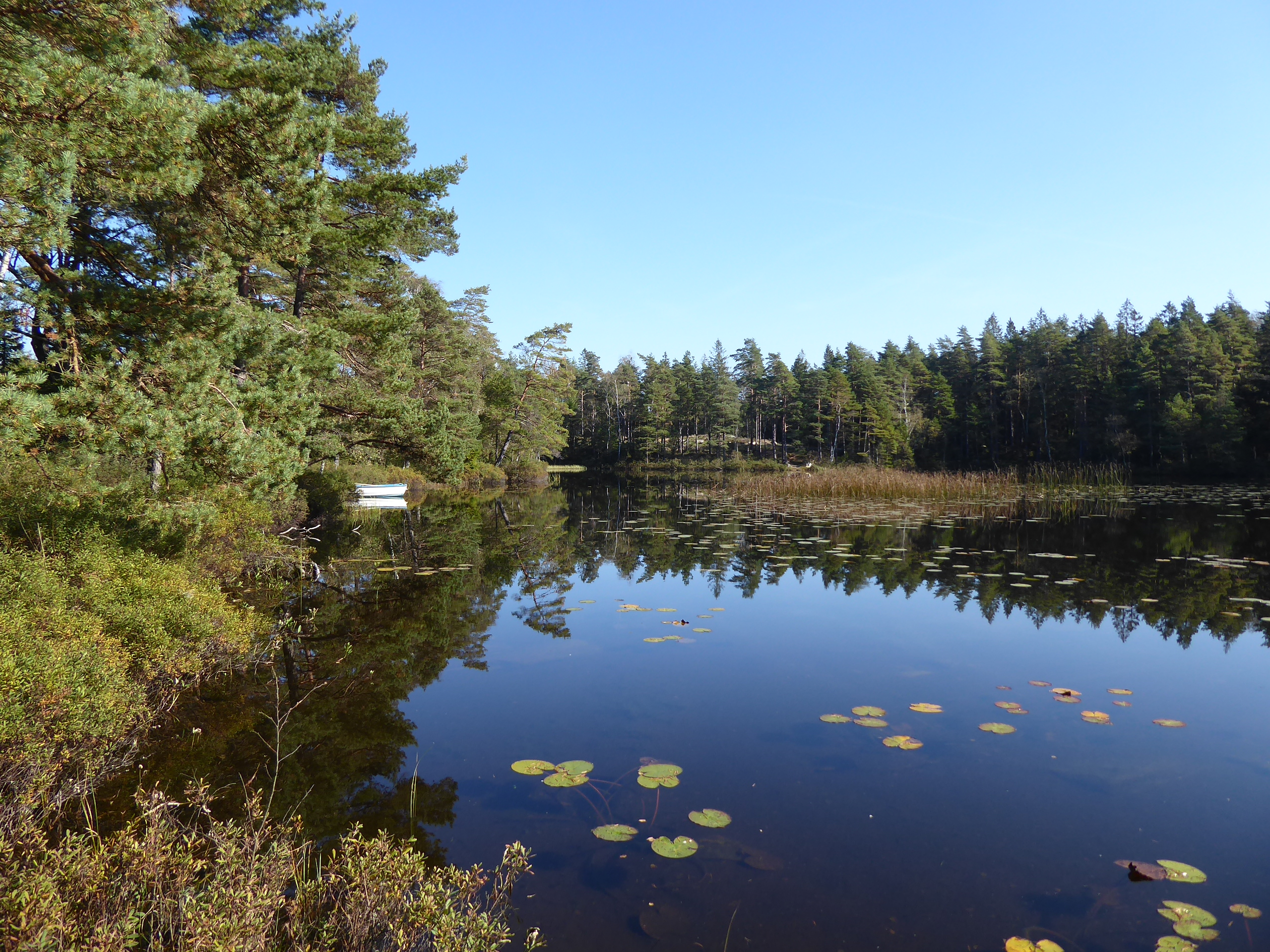
Klövsjön från nordväst
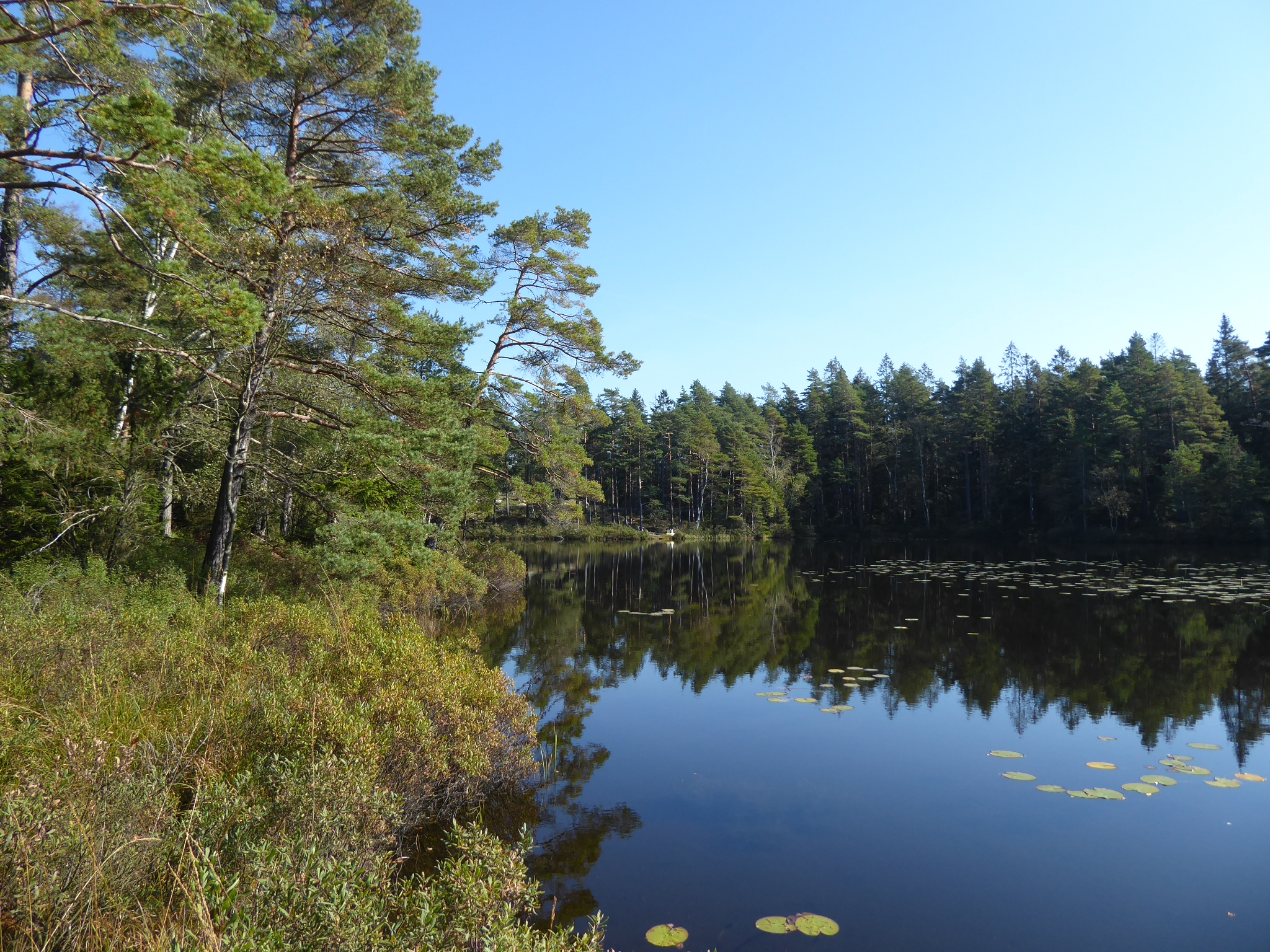
Klövsjön norrifrån
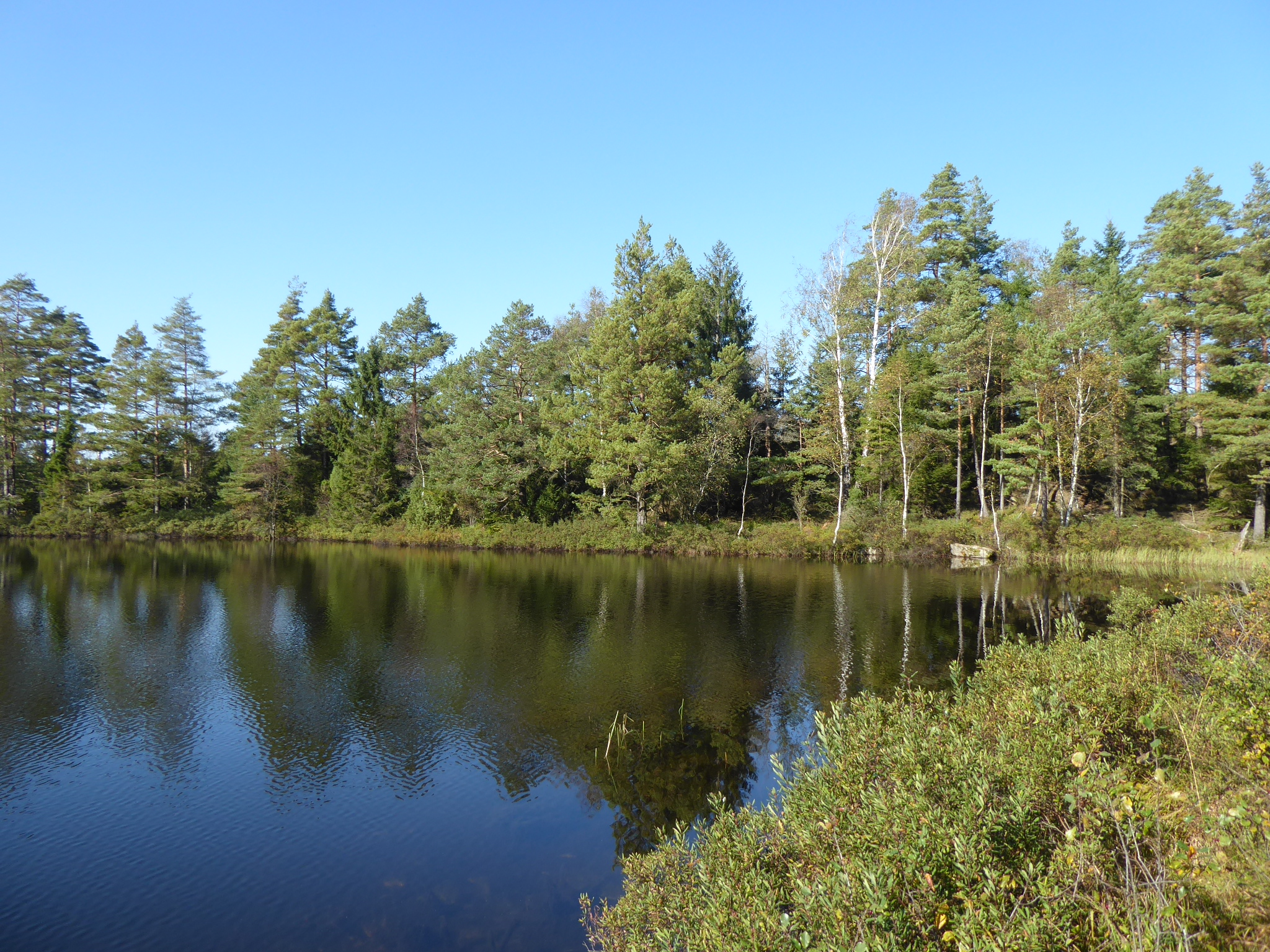
Klövsjöns nordöstra hörn